# Netscape Public License
Netscape Public License (NPL) – jedna z licencji FLOSS, opracowana przez firmę Netscape na potrzeby projektu Mozilla. Uznawana przez FSF za licencję wolnego oprogramowania.
NPL opiera się na poprawkach do licencji MPL.